# Uelen
Uelen je město, které se nachází na ruském Dálném východě. Leží na Čukotském poloostrově v Čukotském autonomním okruhu. Rozloha města je 166,35 km².
Jedná se o nejvýchodnější osadu Ruska a celé Eurasie. Nachází se v blízkosti Děžněvova mysu, kde se setkává Beringovo moře s mořem Čukotským. Zároveň se jedná o euroasijskou osadu, která je nejblíže Severní Americe. V roce 1912 byl Uelen osadou asi 300 osob. Jednalo se o důležitý obchodní přístav jak s místními ruskými národy, tak s Amerikou.
Podle posledních výsledků sčítání lidu z roku 2009 žilo v Uelenu 740 obyvatel, z toho 368 mužů a 352 žen. [zdroj?] Hustota obyvatel byla 4,3/km².

## Původ názvu města
Existuje více teorií o vzniku názvu města. Jedna legenda vypráví o muži jménem Uvelel’yn, který byl sirotkem. Celý život byl oblečený pouze v roztrhaných věcech.
Byl terčem posměchu místních lidí. Když dospěl, chtěl se pomstít, ale lidé ho ze strachu zabili. Uvědomili si však, aby předešli těmto událostem,
že je potřeba starat se o sirotky a lidi méně šťastné.
Na základě této legendy mohl vzniknout název Uelen.

## Doba Sovětského svazu
Po roce 1917 zde byla založena specializovaná americká obchodní stanice. Rovněž první škola na Čukotském poloostrově byla v roce 1916 založena v Uelenu. V první polovině 20. století zde byla postavena jedna z prvních ruských arktických výzkumných stanic. V roce 1950 došlo k uzavření několika malých neekonomických vesnic a Uelen tak přijal toto obyvatelstvo.

## Kultura
V Uelenu je známé řezbářské muzeum. V roce 2004 se konala výstava řezbářů celého světa v Bernu a řezbáři z Uelenu obsadili první místo. V Uelenu se narodil spisovatel Jurij Rytcheu, který je považován za otce čukotské literatury. Obec slouží jako základna pro archeologické expedice, které se zabývaly nálezem pohřebiště s více než 300 hroby.
Tyto nálezy dokázaly, že Uelen je osadou starou více než několik století našeho letopočtu.
Odhalily kulturu závislou na lovu velryb a mrožů.

## Doprava
Uelen nemá spojení po silnici do žádné části světa. Od centra okresu Lavrentija je vzdálen 100 km. V obci je pouze malá síť silnic.

## Podnebí
Uelen se nachází v arktickém pásu. Zimní minima dosahují teploty -22 °C a letní teploty 5,9 °C. Roční průměr tak činí -6,7 °C. V zimě jsou časté sněhové bouře ze severu, které přináší silné mrazy.
Jižní vánice přináší sněžení a náhlé tání. Jedná se o velmi větrnou oblast. Výjimkou nejsou ani časté mlhy především v období, když začne tát přilehlý oceán.